# Kellia

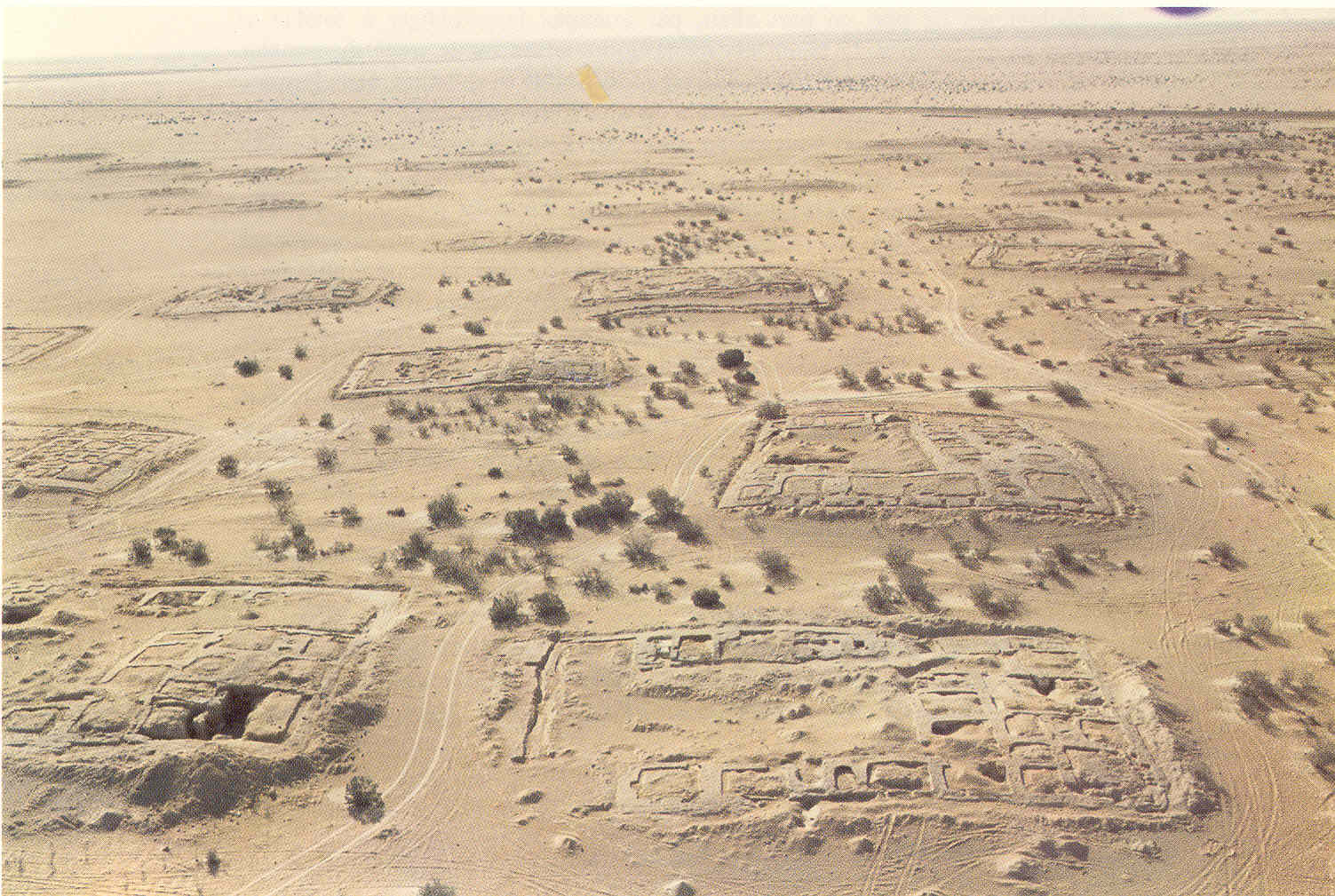
Kellia

Mit Kellia wird eine ägyptische, christliche Eremitensiedlung im westlichen Teil des Nildeltas, ca. 60 bis 80 km südöstlich von Alexandria und ca. 30 km südlich von Damanhur, bezeichnet. Die Kellia umschließt ein hügeliges Gebiet von über 100 km² entlang des Al-Nubanya-Kanals, der den westlichen Nilarm mit dem Mareotissee bei Alexandria verbindet, außerhalb des damaligen bebauten Landes.
Neben dem Natrontal (Wadi an Natrun) im Süden und der Nitria im Norden ist die Kellia eines der Gebiete in den Saharaausläufern (Sketische Wüste) südwestlich des Nildeltas zwischen Alexandria und Gizeh, wo sich in der ersten Hälfte des 4. Jahrhunderts eine der Grundformen des christlichen Mönchtums entwickelte, nämlich die der Eremitengemeinschaft. Hierher zogen sich nach dem Vorbild des heiligen Antonius Christen zurück, um der Welt in Askese zu entsagen. Die Kellia wurde 1964 von dem französischen Archäologen Antoine Guillaumont (1915–2000) entdeckt und über 25 Jahre lang durch Ausgrabungen erkundet. Sie ist eine der archäologisch bedeutendsten Stätten des frühchristlichen Mönchtums in Ägypten, da die Überreste der Mönchszellen sich im Wüstensand gut erhalten haben und nicht durch landwirtschaftliche Nutzung und Bewässerung zerstört wurden. Im Ägyptisch-Arabischen werden die Zellen Qusur (Plural von Sing. Ksar) genannt, kleine Burgen oder Befestigungen, da sich die Mönche vor unliebsamen Besuchern und Räubern mit kleinen befestigten Umfassungsmauern um ihre Einsiedeleien herum, schützen wollten.
Die Gründung der Mönchssiedlung Kellia ist legendarisch überliefert. Sie wurde 338 durch den Antoniusschüler Ammon, um 288–356, der bereits ca. zehn Jahre zuvor die Nitria begründet hat, anlässlich eines Besuches des Antonius bei Ammon in der Nitria gegründet. Ammon berichtete seinem Lehrer von dem großen Trubel in der Nitria, und dass es hier für ihn und einen Teil der Mönche, die mehr Ruhe und Abgeschiedenheit suchten, unerträglich wäre. Antonius schlug vor, nach dem Essen zur 9. Stunde (vielleicht nachmittags gegen 3 Uhr) noch eine Wanderung in die südliche Wüste, heraus aus dem bebauten Gebiet des Nildeltas, zu unternehmen. Nach drei Stunden, als es dunkel wurde, kamen sie an die neue Stätte und legten sie als neuen Siedlungsort fest. Die einzelnen Einsiedeleien wurden in großem Abstand voneinander gebaut und mit Mauerringen befestigt. Es wurden auch Kirchen gebaut, in denen die Mönche samstags und sonntags zum Gottesdienst und zum Abendmahl zusammenkamen.
In der neuen Eremitensiedlung siedelten sich zum Ende des 4. Jahrhunderts bis zu 600 Mönche mit ihren Schülern an, bis zum 6. Jahrhundert wurden mehr als 1.500 Zellen angelegt. Seit dem 7. Jahrhundert ging die Einwohnerzahl wegen dogmatischer Streitigkeiten, vieler Überfälle durch Nomaden und der Islamisierung Ägyptens zurück, im 9. Jahrhundert wurde auch diese Siedlung ganz aufgegeben.